# Osterman Helicopter

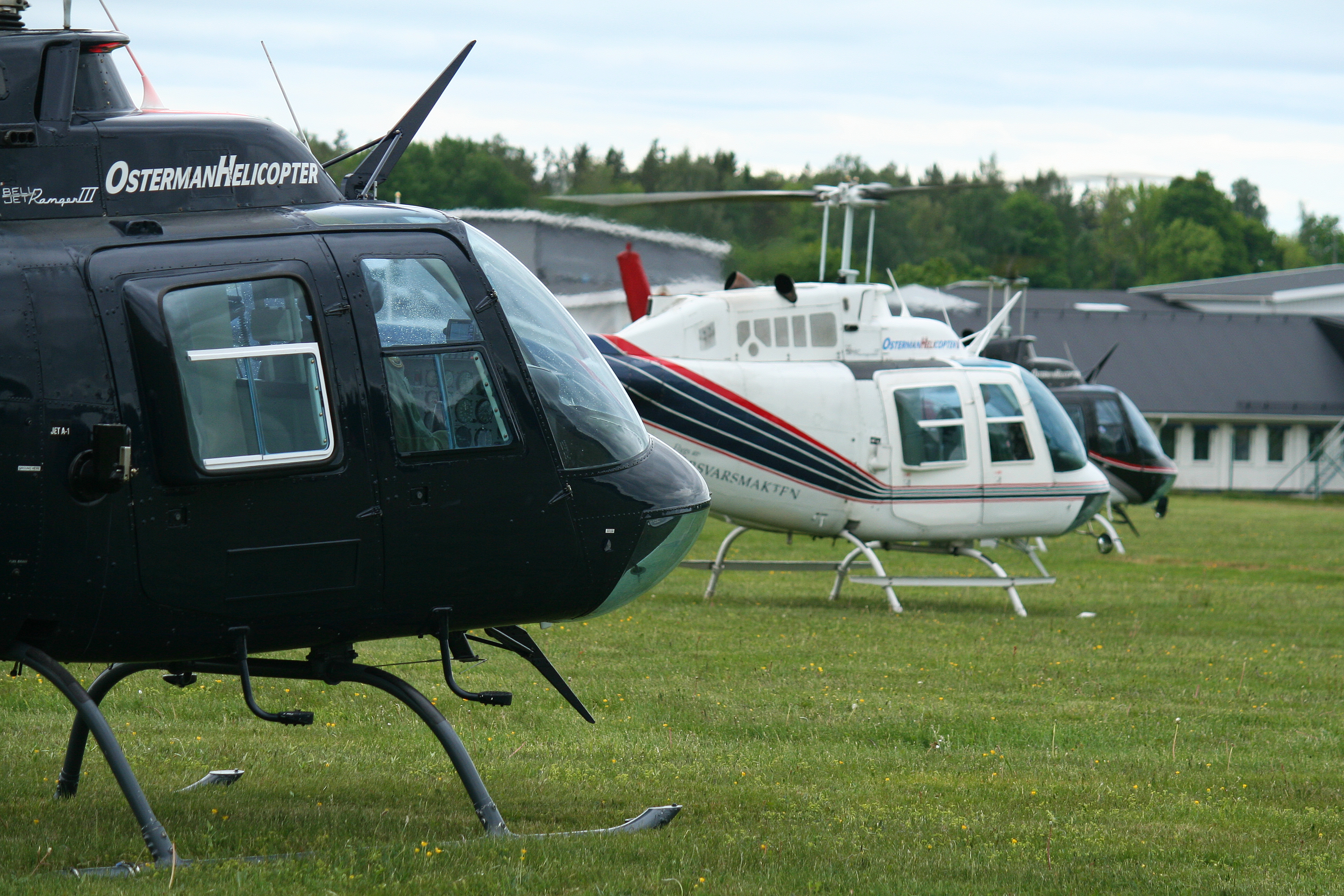
Tre Jet Rangers från Osterman Helicopter på Malmens flygplats 2012

Osterman Helicopter AB är ett svenskt helikopterbolag, som bildades 1981 och under perioder sedan dess bedrivit helikopterflygtrafik. Huvudbaser var Säve flygplats och Göviken Heliport.

## Historik
Osterman Helicopter AB har sina rötter i Aero Service AB, som var ett företag i flygbranschen, som grundades av Lennart Osterman 1943. 
I samband med att företaget blev Bell Helicopters agent för Skandinavien 1946, namnändrades det till Ostermans Aero AB. Ostermans Aero drev bland annat egen helikopterflygtrafik.
Företaget Osterman Helicopter AB bildades 1981 i Göteborg i samband med en försäljning av Ostermans Aero AB, som ledde till nedläggning av företagets verksamhet i Göteborg. År 1988 blev bolaget ett helägt dotterbolag till Scandinavian Helicopter Group som även köpte Laroy Flyg samma år. År 1991 införlivades Osterman Aeros helikopterflyg i Stockholm. År 2000 köpte Osterman Helicopter AB Heliflyg AB och blev då det största helikopterföretaget i Sverige. I januari 2002 köptes det av norska Helicopter Transportation Group, som fusionerade det med svenska HelikopterService Euro Air. År 2005 sålde Helicopter Transportation Group det vidare till svenska Skyline Helikopter AB. 
Det såldes i november 2009 till Nordenfjeldske Luftfart AS, som också ägde Helitrans AS, som vid denna tidpunkt var Norges största helikopterföretag. Köpet återgick ett knappt år senare 2010.
Osterman Helicopter AB gick i konkurs i december 2011. Ägaren Viking Helikopter hade då redan grundat ett nytt bolag, Osterman i Östersund AB, som fortsatte att bedriva verksamheten under detta namn fram till ännu en konkurs i september 2012.
Scandinavian Helicopter Group AB köpte företagsnamnet 2012 efter företagets konkurs och återupptog drift i bolaget i begränsad skala. År 2016 opererade företaget två helikoptrar, en Eurocopter AS 350 och en Eurocopter EC 120 Colibri med bas på Säve flygplats i Göteborg. 
Sedan 2017 har flygverksamheten övertagits av Storm Heliworks i Östersund, men Osterman Helicopter är vilande.